# ジェイミー・マッケンジー
ジェイミー・マッケンジー（Jamie Mackenzie、1989年2月28日 - ）は、メジャーリーグラグビー、トロント・アローズに所属するラグビー選手。

## プロフィール
- カナダ・オンタリオ州オークビル出身[1]。
- ポジションはスクラムハーフ(SH)。
- 身長 173cm、体重 89kg
- カナダ代表キャップは21（2021年2月現在）でワールドカップ2011・2015・2019のカナダ代表に選ばれた[2]。

## 略歴
イーシャーRFC、ザ・ロックを経て、2019年、トロント・アローズに加入。 